# Liste der Gerichte in der Lombardei
Die Liste der Gerichte in der Lombardei dient der Aufnahme der staatlichen italienischen Gerichte der ordentlichen und besonderen Gerichtsbarkeit in der Region Lombardei. Im Allgemeinen sind bis auf Weiteres nur Gerichtsorte angegeben.

## Ordentliche Gerichtsbarkeit
| Oberlandesgerichte        | Nachgeordnete (Landes-)Gerichte    | Friedensgerichte                                      |
| ------------------------- | ---------------------------------- | ----------------------------------------------------- |
| Brescia                   | Bergamo                            | Bergamo, Grumello del Monte, Treviglio                |
| Brescia                   | Brescia                            | Brescia, Chiari, Rovato                               |
| Brescia                   | Cremona                            | Crema, Cremona                                        |
| Brescia                   | Mantua                             | Mantua                                                |
| Brescia                   | Jugendgericht Brescia              |                                                       |
| Brescia                   | Strafvollstreckungsgericht Brescia | (Strafvollstreckungsstellen Brescia und Mantua)       |
| Oberlandesgericht Mailand | Busto Arsizio                      | Busto Arsizio                                         |
| Oberlandesgericht Mailand | Como                               | Como                                                  |
| Oberlandesgericht Mailand | Lecco                              | Lecco                                                 |
| Oberlandesgericht Mailand | Lodi                               | Lodi                                                  |
| Oberlandesgericht Mailand | Mailand                            | Mailand, Rho                                          |
| Oberlandesgericht Mailand | Monza                              | Monza                                                 |
| Oberlandesgericht Mailand | Pavia                              | Pavia, Vigevano, Voghera                              |
| Oberlandesgericht Mailand | Sondrio                            | Sondrio                                               |
| Oberlandesgericht Mailand | Varese                             | Luino, Varese                                         |
| Oberlandesgericht Mailand | Jugendgericht Mailand              |                                                       |
| Oberlandesgericht Mailand | Strafvollstreckungsgericht Mailand | (Strafvollstreckungsstelle Mailand, Pavia und Varese) |

Bei den Oberlandesgerichten (Corte d’appello) werden Schwurgerichte zweiter Instanz eingerichtet, bei den Landesgerichten Schwurgerichte. Bei den Oberlandesgerichten gibt es Generalstaatsanwaltschaften, bei den Landesgerichten und Jugendgerichten Staatsanwaltschaften.
Bei den Oberlandesgerichten Mailand und Brescia sowie bei den Landesgerichten Mailand und Brescia bestehen Kammern für Unternehmens-, Urheberrechts- oder Handelssachen.

## Besondere Gerichte
- Regionale Verwaltungsgerichtshöfe (TAR) in Mailand und Brescia.
- Regionale Steuerkommission in Mailand mit Außenstelle Brescia.
  - Elf nachgeordnete Provinz-Steuerkommissionen in den Provinzen der Lombardei (ohne Monza).
- Das Gericht für öffentliche Gewässer in Mailand ist für die Region Lombardei zuständig.
- Außenstelle des Nationalen Rechnungshofes in Mailand (hat den Status eines Gerichts).
- Das Militärgericht in Verona ist auch für die Region Lombardei zuständig.
- Aufgaben der Verfassungsgerichtsbarkeit übernimmt das Verfassungsgericht in Rom.